# Grand Prix automobile de France 1968
GP précédent GP suivant
Le Grand Prix de France 1968 (Ier Grand Prix de France), disputé sur le circuit de Rouen-les-Essarts le 7 juillet 1968, est la cent-soixante-septième épreuve du championnat du monde de Formule 1 courue depuis 1950 et la sixième manche du championnat 1968.

## Contexte avant la course

### Le championnat du monde
La saison 1968 est la troisième disputée sous la réglementation trois litres pour les monoplaces à moteur atmosphérique, avec également possibilité d'utilisation de moteurs suralimentés, un coefficient deux étant alors appliqué pour la cylindrée (soit un maximum de 1 500 cm3 en cas d'utilisation d'un compresseur volumétrique ou d'un turbocompresseur). La réglementation s'appuie sur les points suivants :
- pas de cylindrée minimale
- cylindrée maximale : 3 000 cm3 si moteur atmosphérique ou 1 500 cm3 si moteur suralimenté
- poids minimal : 500 kg (à sec)
- roues non carénées
- double circuit de freinage obligatoire
- arceau de sécurité obligatoire (le haut du cerceau devant dépasser le casque du pilote)
- démarreur de bord obligatoire
- carburant commercial obligatoire
- ravitaillement en huile interdit durant la course
- distance minimale d'un Grand Prix : 300 km (à l'exception du GP de Monaco)
- distance maximale d'un Grand Prix : 400 km
- distance minimale pour être classé : 90% de la distance parcourue par le vainqueur

D'autre part, la Commission Sportive Internationale (CSI) autorise désormais l'apparition de publicité extra-sportive sur les voitures de course, aussi des annonceurs autres que les habituels pétroliers ou manufacturiers pourront-ils figurer sur les carrosseries.
Bien que techniquement et sportivement passionnante, la saison 1968 se déroule cependant dans une ambiance assez morose, après les disparitions tragiques, à quelques semaines d'intervalle, de trois pilotes de renom : Jim Clark (le 7 avril), Mike Spence (le 7 mai) et Ludovico Scarfiotti (le 8 juin). Si les Lotus ont remporté les trois premières manches du championnat, McLaren et Matra ont également démontré leur potentiel en s'imposant à leur tour, alors que Ferrari, BRM et Honda font également figure de vainqueurs potentiels. Malgré Graham Hill deux dernières sorties malchanceuses, Graham Hill (qui a brillamment pallié la disparition de Clark au sein de l'équipe Lotus) figure en tête du classement provisoire du championnat du monde, avec douze points d'avance sur Jackie Stewart, récent vainqueur du Grand Prix des Pays-Bas au volant de la Matra à moteur V8 Cosworth.

Jim Clark, Mike Spence et Ludovico Scarfiotti ont payé un lourd tribut au sport automobile.
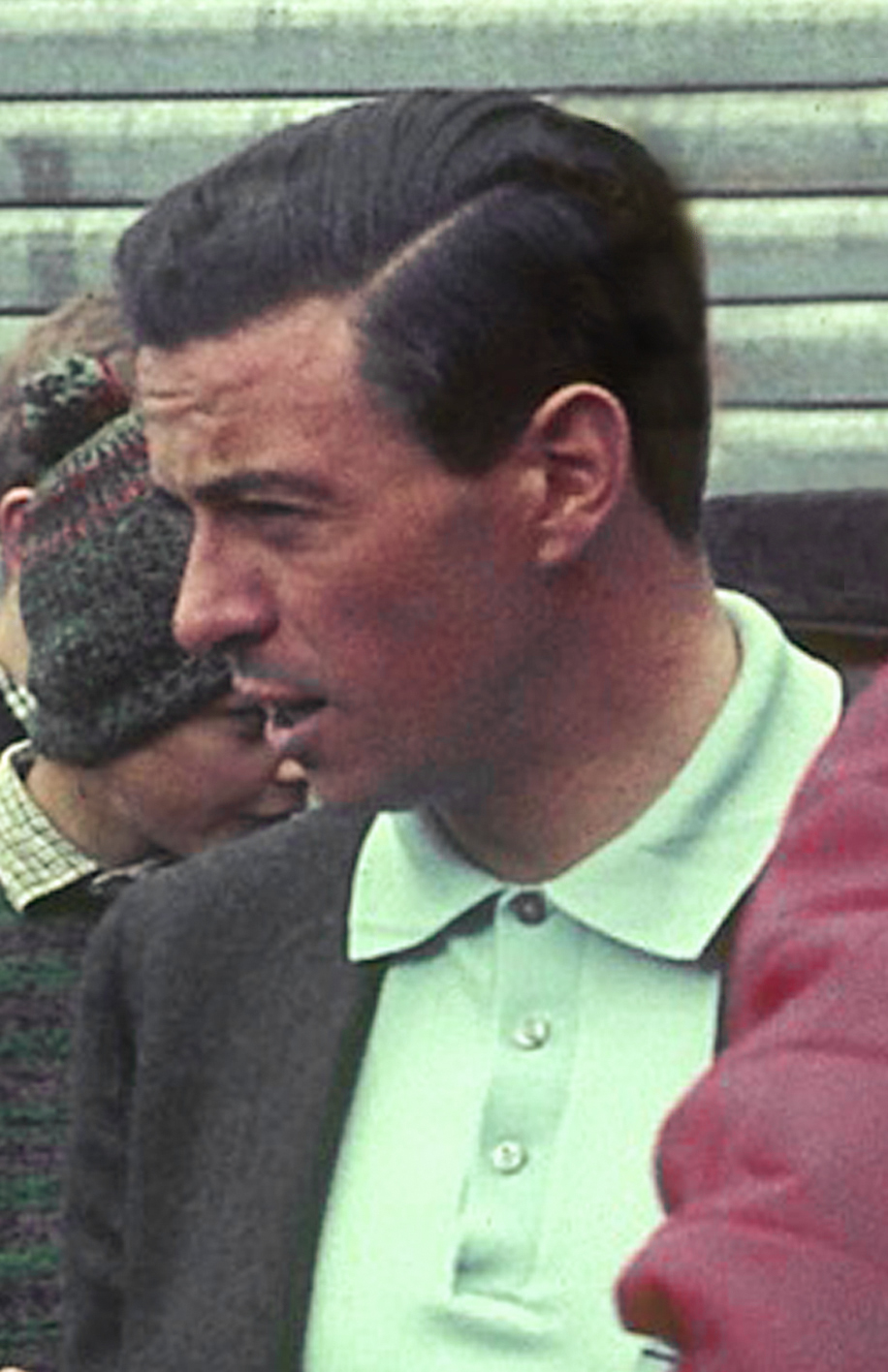
Jim Clark
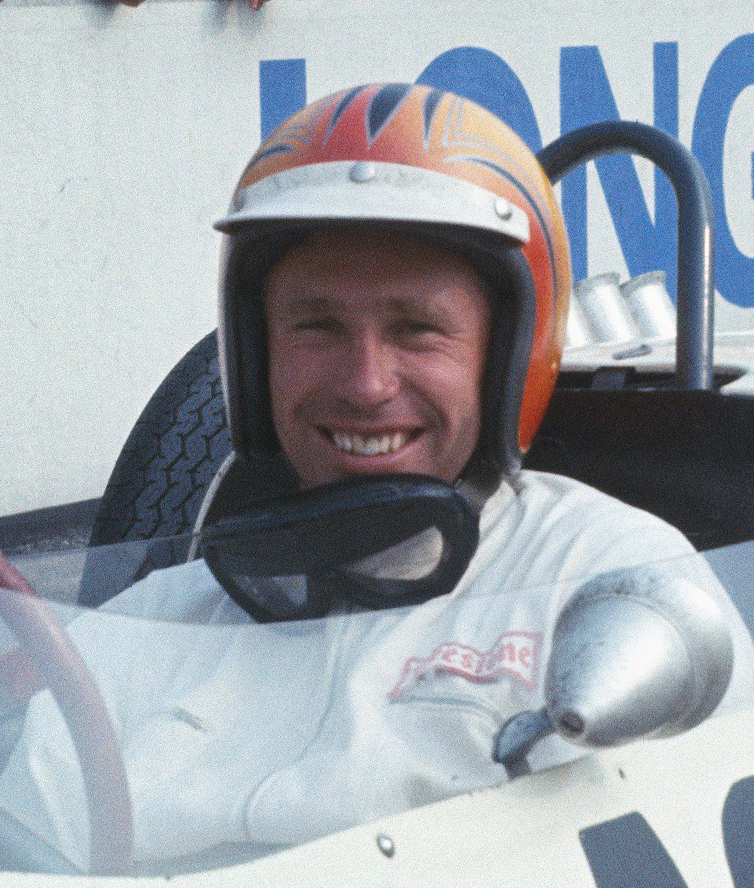
Mike Spence
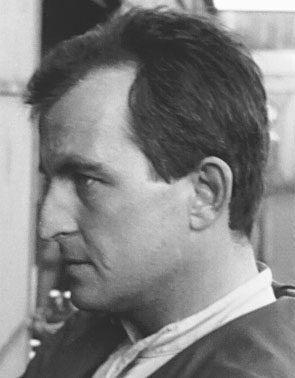
Ludovico Scarfiotti

### Le circuit
Utilisé pour la première fois en juillet 1950 pour l'organisation d'une course de Formule 3 et d'une course de voitures de sport, le circuit routier de Rouen-les-Essarts emprunte principalement la D938 (entre Les Essarts et Le Nouveau Monde), la D132 (jusqu'à Grand-Couronne), le retour s'effectuant par la nationale 138. Son relief et son cadre lui valent le surnom de « Petit Spa ». Très exigeant pour les pilotes, il comporte de très belles courbes rapides (notamment le difficile virage des Six Frères, en descente), ainsi qu'une épingle très serrée à la jonction des deux routes départementales. Aucune épreuve de Formule 1 n'y avait été disputée depuis 1964, le record officiel du circuit étant détenu par Jochen Rindt, auteur sur sa Brabham de Formule 2 d'un tour à 192,1 km/h de moyenne lors du XVe Grand Prix de Rouen-les-Essarts, en juillet 1967.

## Monoplaces en lice
- Brabham BT24 & BT26 "Usine"

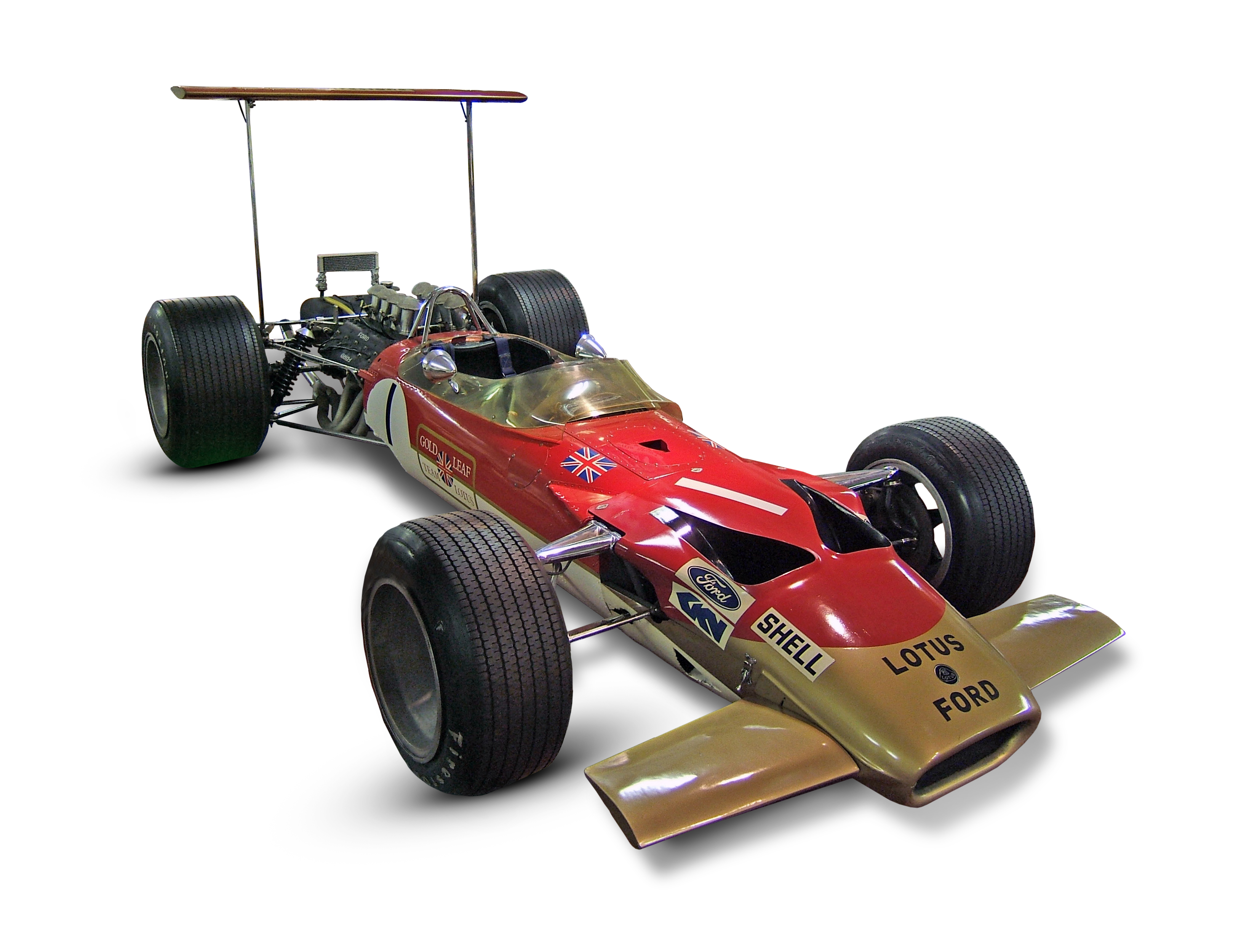
Les Lotus 49B sont désormais équipées d'un imposant aileron arrière.

Le pilote-constructeur australien Jack Brabham a amené ses deux BT26 à moteur V8 Repco à doubles arbres à cames en tête, la seconde étant aux mains de Jochen Rindt. Doté d'une distribution à quatre soupapes par cylindre, le V8 développe 400 chevaux à 8500 tr/min. Équipées d'une boîte de vitesses Hewland FG400 à cinq rapports et d'un différentiel Weismann, les BT26, à châssis multitubulaire, pèsent environ 530 kg à vide. Depuis le Grand Prix de Belgique, elles sont pourvues d'un aileron arrière et de deux volets stabilisateurs à l'avant. L'équipe dispose en réserve du précédent modèle BT24 (510 kg, V8 Repco à simples arbres à cames en tête, 340 chevaux à 8000 tr/min, boîte Hewland FG400, différentiel Hewland). Les Brabham sont chaussées de pneus Goodyear.
- Lotus 49B "Usine"

Les deux 49B de Graham Hill et de Jackie Oliver sont dorénavant munies d'un aileron arrière fixé sur les porte-moyeux, dont l'incidence ne peut être ajustée par le pilote. Le becquet aérodynamique intégré au capot arrière a donc disparu. Les deux mini ailerons avant (réglables) montés sur le capot avant sont plus larges que lors des courses précédentes. Les Lotus 49 n'ont plus l'exclusivité du V8 Cosworth DFV (deux doubles arbres à cames en tête, quatre soupapes par cylindre, injection indirecte Lucas, 415 chevaux à 9200 tr/min), qui est également fourni cette saison aux McLaren et à la Matra engagée par Ken Tyrrell. Leur structure monocoque intègre le train avant et le cockpit, sur lequel est boulonné le moteur, qui est porteur. La transmission est assurée par une boîte «cinq» Hewland FG400. Les Lotus pèsent 505 kg à vide et utilisent des pneus Firestone.
- Lotus 49 privée

Au sein de l'équipe de Rob Walker, Joseph Siffert dispose de l'ancienne Lotus 49 de Jim Clark (légèrement plus courte que les versions 49B), dotée du moteur V8 Cosworth et d'une boîte cinq vitesses ZF. Ses appendices aérodynamiques se limitent à deux mini ailerons avant et à deux petits déflecteurs arrière. Elle pèse 500 kg et utilise des pneus Firestone.
- Cooper T86B "Usine"

Brian Redman, toujours indisponible après le grave accident survenu lors du Grand Prix de Belgique, a été remplacé par son compatriote Vic Elford qui effectue ici sa première apparition en F1, sur une T86B flambant neuve. La voiture habituelle de Lucien Bianchi a pour la circonstance été confiée à Johnny Servoz-Gavin. Dotées d'une structure monocoque, les T86B sont motorisées par un V12 BRM de 380 chevaux, la transmission étant assurée par une boîte cinq vitesses Hewland. Elles pèsent 545 kg à vide et utilisent de pneus Firestone.
- Honda RA301 & RA 302 "Usine"

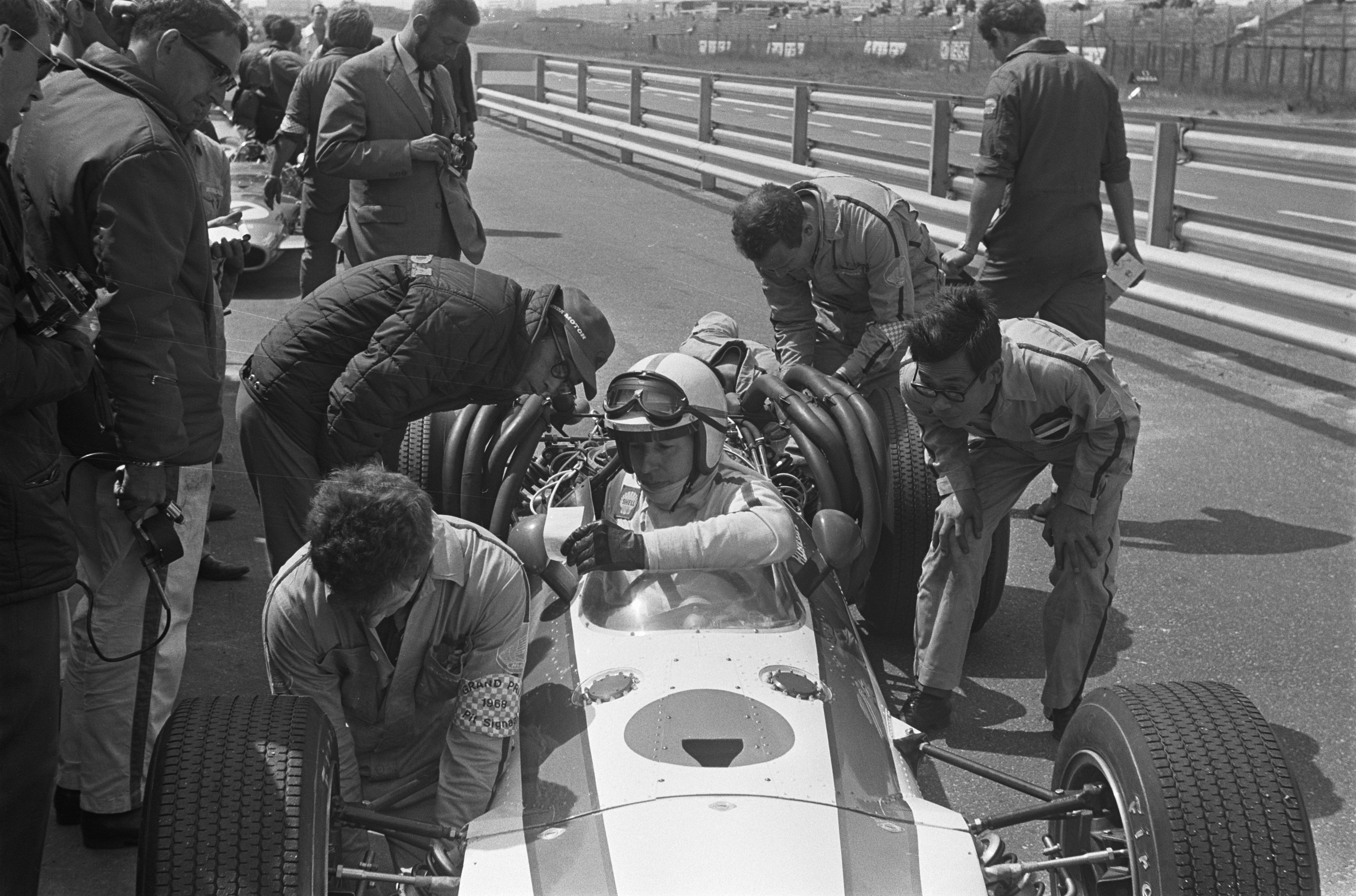
John Surtees au volant de la Honda RA301.

Le constructeur japonais vient d'achever la réalisation de sa révolutionnaire RA302, dont le châssis monocoque en forme de Y est à base de magnésium et d'aluminium. Son moteur V8 à 120° est refroidi par air. La puissance attendue est de 430 chevaux à 10500 tr/min, mais pour les premières sorties le régime moteur est limité à 9900 tr/min, donnant une puissance de 380 chevaux. La voiture est au poids minimal autorisé (500 kg). Son empattement est très court (2,36 m), les pieds du pilote étant devant les roues antérieures. John Surtees l'a brièvement testée le 2 juillet sur le circuit de Silverstone et l'a jugée insuffisamment au point pour envisager de disputer le GP de France à son volant, acceptant toutefois d'en dégrossir les réglages sur le circuit normand. Surtees pilotera donc en course son habituelle RA301, dont le châssis monocoque est réalisé en tôles d'alliage léger rivetées. Son V12 à doubles arbres à cames en tête et 48 soupapes est alimenté par injection indirecte. Les sorties d'échappement ont été modifiées et la puissance atteint 430 chevaux à 11000 tr/min. La RA301 pèse 550 kg à vide. Alors que la RA302 ne devait apparaître qu'aux essais, la présence de Soichiro Honda en France (il est venu promouvoir la nouvelle N360) va bouleverser la donne : fervent adepte du projet, le dirigeant japonais tient absolument à voir la nouveauté courir et va demander à Honda France de l'engager. Éric Offenstadt est le premier pilote contacté par la filiale française mais il ne peut se libérer et c'est finalement Jo Schlesser qui va hériter du volant de la RA302, à la stupéfaction de Surtees. Les deux Honda utilisent des pneus Firestone.
- Ferrari 312/67 & 312/68 "Usine"

La Scuderia Ferrari dispose du même matériel que deux semaines auparavant à Zandvoort, Chris Amon et Jacky Ickx pilotant leurs habituelles 312/68, une 312/67 de l'année précédente servant de mulet. Ces monoplaces à structure monocoque pèsent un peu plus de 500 kg. Elles sont dotées de petits volets triangulaires à l'avant et d'un aileron fixe monté sur le châssis au niveau du train arrière. Leur moteur V12 à doubles arbres à cames en tête et 48 soupapes est alimenté par un système d'injection indirecte Lucas et délivre 410 chevaux à 10800 tr/min dans sa version la plus récente, le moteur du mulet, implanté un peu plus haut, fournissant 400 chevaux. Les Ferrari sont équipées de pneus Firestone.
- BRM P126 & P133 "Usine"

Pedro Rodríguez dispose de son habituelle P133, presque identique à la P126 confiée à Richard Attwood, celle-ci ayant été construite dans l'atelier privé de son concepteur Len Terry et non à l'usine de Bourne. Ces monoplaces à structure monocoque pèsent 550 kg à vide et sont animées par un V12 à doubles arbres à cames en tête développant 400 chevaux à 10000 tr/min. La transmission est assurée par une boîte «cinq» Hewland DG300. La P133 de Rodríguez a des pneus Goodyear, la P126 d'Attwood des pneus Dunlop.
- BRM P126 privée

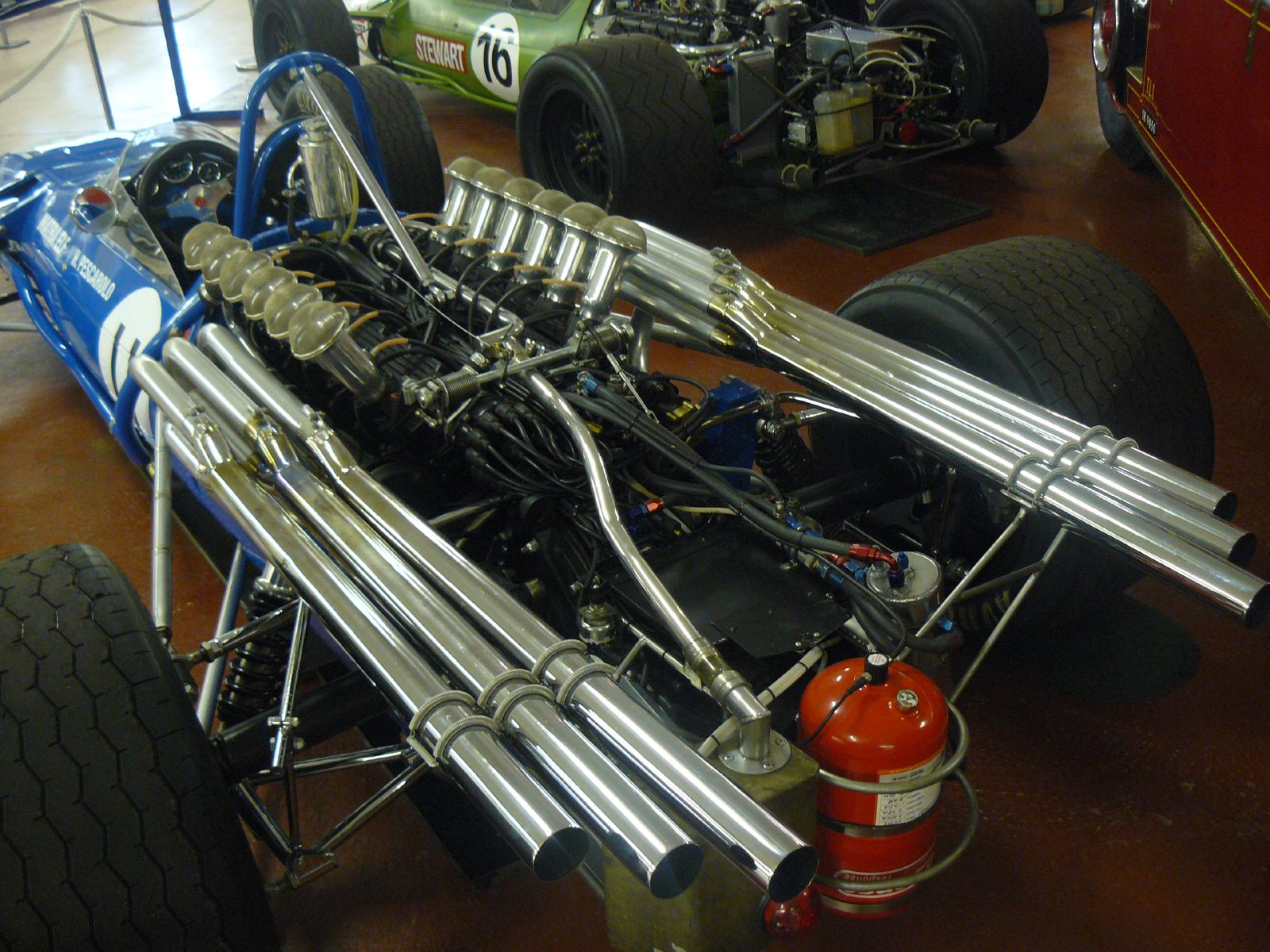
Le moteur Matra V12.

Au sein du Reg Parnell Racing, Piers Courage dispose d'une BRM P126 identique à celle d'Attwood et également chaussée de pneus Dunlop.
- Eagle T1G "Usine"

Faute de moteur disponible après l'arrêt de son partenariat avec Weslake (concepteur initial et fournisseur des pièces principales du V12), Dan Gurney n'a pu amener son Eagle T1G et a déclaré forfait.
- McLaren M7A "Usine"

Bruce McLaren et Denny Hulme pilotent leurs habituelles M7A à moteur V8 Cosworth et boîte Hewland FG 400, désormais équipées d'un aileron arrière. Elles pèsent 515 kg et utilisent des pneus Goodyear.
- Matra MS10 & MS11 "Usine"

Matra Sports a modifié le train avant de la MS11 destinée à Jean-Pierre Beltoise, comportant désormais des éléments en titane. La puissance du moteur V12 à doubles arbres à cames en tête et 4 soupapes par cylindre a été portée à 420 chevaux. Il est accolé à une boîte «cinq» Hewland FG400. Malgré les quelques améliorations apportées, le poids de la MS11 reste élevé, de l'ordre de 570 kg à vide. Au sein de l'équipe Matra Internationale, Jackie Stewart (qui souffre toujours de sa blessure au poignet) dispose de deux MS10 à moteur V8 Cosworth et boîte Hewland DG300, la deuxième servant de mulet. Sur le châssis prévu pour la course, des porte-fusée en titane ont été adoptés. La MS10 pèse 535 kg à vide. Les Matra sont chaussées de pneus Dunlop.

## Coureurs inscrits
| no  | Pilote               | Écurie                      | Constructeur | Modèle         | N° châssis | Moteur               | Pneumatiques |
| --- | -------------------- | --------------------------- | ------------ | -------------- | ---------- | -------------------- | ------------ |
| 2   | Jochen Rindt         | Brabham Racing Organisation | Brabham      | Brabham BT26   | BT26/2     | Repco 860 V8         | G            |
| 4   | Jack Brabham         | Brabham Racing Organisation | Brabham      | Brabham BT26   | BT26/1     | Repco 860 V8         | G            |
| 4T  | Jack Brabham         | Brabham Racing Organisation | Brabham      | Brabham BT24   | BT24/3     | Repco 740 V8         | G            |
| 6   | Jean-Pierre Beltoise | Matra Sports                | Matra        | Matra MS11     | MS11-02    | Matra MS9 V12        | D            |
| 8   | Denny Hulme          | Bruce McLaren Motor Racing  | McLaren      | McLaren M7A    | M7A/2      | Ford Cosworth DFV V8 | G            |
| 10  | Bruce McLaren        | Bruce McLaren Motor Racing  | McLaren      | McLaren M7A    | M7A/3      | Ford Cosworth DFV V8 | G            |
| 12  | Graham Hill          | Gold Leaf Team Lotus        | Lotus        | Lotus 49B      | 49 R5      | Ford Cosworth DFV V8 | F            |
| 14  | Jackie Oliver        | Gold Leaf Team Lotus        | Lotus        | Lotus 49B      | 49 R6      | Ford Cosworth DFV V8 | F            |
| 16  | John Surtees         | Honda R&D Company           | Honda        | Honda RA301    | F-801      | Honda RA301E V12     | F            |
| 18  | Jo Schlesser         | Honda France                | Honda        | Honda RA302    | F-801      | Honda RA302E V8      | F            |
| 20  | Pedro Rodríguez      | Owen Racing Organisation    | BRM          | BRM P133       | P133/01    | BRM P101 V12         | G            |
| 22  | Richard Attwood      | Owen Racing Organisation    | BRM          | BRM P126       | P126/03    | BRM P101 V12         | D            |
| 24  | Chris Amon           | SpA Ferrari SEFAC           | Ferrari      | Ferrari 312/68 | 312/0011   | Ferrari 242C V12     | F            |
| 24T | Chris Amon           | SpA Ferrari SEFAC           | Ferrari      | Ferrari 312/67 | 312/0007   | Ferrari 242 V12      | F            |
| 26  | Jacky Ickx           | SpA Ferrari SEFAC           | Ferrari      | Ferrari 312/68 | 312/0009   | Ferrari 242C V12     | F            |
| 28  | Jackie Stewart       | Matra International         | Matra        | Matra MS10     | MS10-02    | Ford Cosworth DFV V8 | D            |
| 28T | Jackie Stewart       | Matra International         | Matra        | Matra MS10     | MS10-01    | Ford Cosworth DFV V8 | D            |
| 30  | Vic Elford           | Cooper Car Company          | Cooper       | Cooper T86 B   | F1-4-68    | BRM P101 V12         | F            |
| 32  | Johnny Servoz-Gavin  | Cooper Car Company          | Cooper       | Cooper T86 B   | F1-1-68    | BRM P101 V12         | F            |
| 34  | Joseph Siffert       | Rob Walker/Jack Durlacher   | Lotus        | Lotus 49       | 49 R2      | Ford Cosworth DFV V8 | F            |
| 36  | Piers Courage        | Reg Parnell Racing          | BRM          | BRM P126       | P126/01    | BRM P101 V12         | D            |
| 38  | Dan Gurney           | Anglo-American Racers       | Eagle        | Eagle T1G      | 104        | Eagle Mark 1A V12    | G            |

- La lettre T accolée au numéro désigne la voiture de réserve («Test car», en anglais).

## Qualifications
Deux séances qualificatives de quarante minutes chacune ont été initialement prévues par les organisateurs, les jeudi et vendredi après-midi précédant la course. Face aux protestations des pilotes, arguant le manque de temps pour régler correctement leurs monoplaces, la durée de la deuxième séance a été portée à une heure{.

### Première séance qualificative - jeudi 4 juillet
Il fait beau et chaud lorsque s'ouvre la première session qualificative, à 17h30. Parmi les premiers en piste, Jochen Rindt ne tarde pas à tourner sous la barre des deux minutes, au volant de sa Brabham. Il va totalement dominer la courte séance, à près de 203 km/h de moyenne, reléguant à plus d'une seconde et demie les Ferrari de Jacky Ickx et de Chris Amon. Son coéquipier et patron Jack Brabham ne connaît pas la même réussite, son moteur Repco refusant de tourner correctement, le triple champion du monde ne pouvant défendre ses chances. Derrière les trois premiers, les McLaren de Denny Hulme et de leur pilote-constructeur font jeu égal avec la Honda de John Surtees. Les deux Lotus officielles s'avèrent relativement lentes, fortement pénalisées en ligne droite par leur imposant aileron arrière, et Graham Hill ne réalise que le neuvième temps, à près de quatre secondes de Rindt. Dans la plupart des équipes, on déplore l'impossibilité de mettre correctement les voitures au point, les pilotes ne pouvant accomplir que quelques tours lancés.

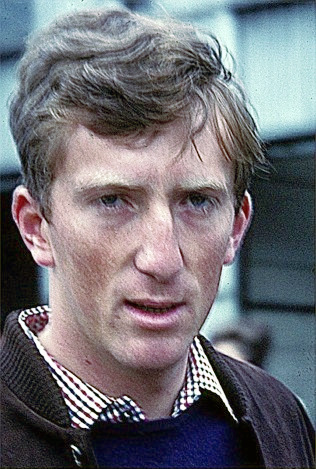
Jochen Rindt s'est montré de loin le plus rapide lors de la première séance d'essais.

| Pos. | Pilote               | Écurie        | Temps        | Écart    |
| ---- | -------------------- | ------------- | ------------ | -------- |
| 1    | Jochen Rindt         | Brabham-Repco | 1 min 56 s 1 |          |
| 2    | Jacky Ickx           | Ferrari       | 1 min 57 s 7 | + 1 s 6  |
| 3    | Chris Amon           | Ferrari       | 1 min 57 s 8 | + 1 s 7  |
| 4    | Denny Hulme          | McLaren-Ford  | 1 min 58 s 2 | + 2 s 1  |
| 5    | John Surtees         | Honda         | 1 min 58 s 2 | + 2 s 1  |
| 6    | Bruce McLaren        | McLaren-Ford  | 1 min 58 s 4 | + 2 s 3  |
| 7    | Jackie Stewart       | Matra-Ford    | 1 min 58 s 7 | + 2 s 6  |
| 8    | Pedro Rodríguez      | BRM           | 1 min 59 s 3 | + 3 s 2  |
| 9    | Graham Hill          | Lotus-Ford    | 2 min 00 s 0 | + 3 s 9  |
| 10   | Richard Attwood      | BRM           | 2 min 00 s 8 | + 4 s 7  |
| 11   | Jean-Pierre Beltoise | Matra         | 2 min 01 s 1 | + 5 s 0  |
| 12   | Johnny Servoz-Gavin  | Cooper-BRM    | 2 min 01 s 2 | + 5 s 1  |
| 13   | Jackie Oliver        | Lotus-Ford    | 2 min 02 s 3 | + 6 s 2  |
| 14   | Jack Brabham         | Brabham-Repco | 2 min 03 s 5 | + 7 s 4  |
| 15   | Joseph Siffert       | Lotus-Ford    | 2 min 03 s 5 | + 7 s 4  |
| 16   | Piers Courage        | BRM           | 2 min 03 s 6 | + 7 s 5  |
| 17   | Jo Schlesser         | Honda         | 2 min 07 s 0 | + 10 s 9 |
| 18   | Vic Elford           | Cooper-BRM    | 2 min 33 s 0 | + 36 s 9 |

### Deuxième séance qualificative - vendredi 5 juillet

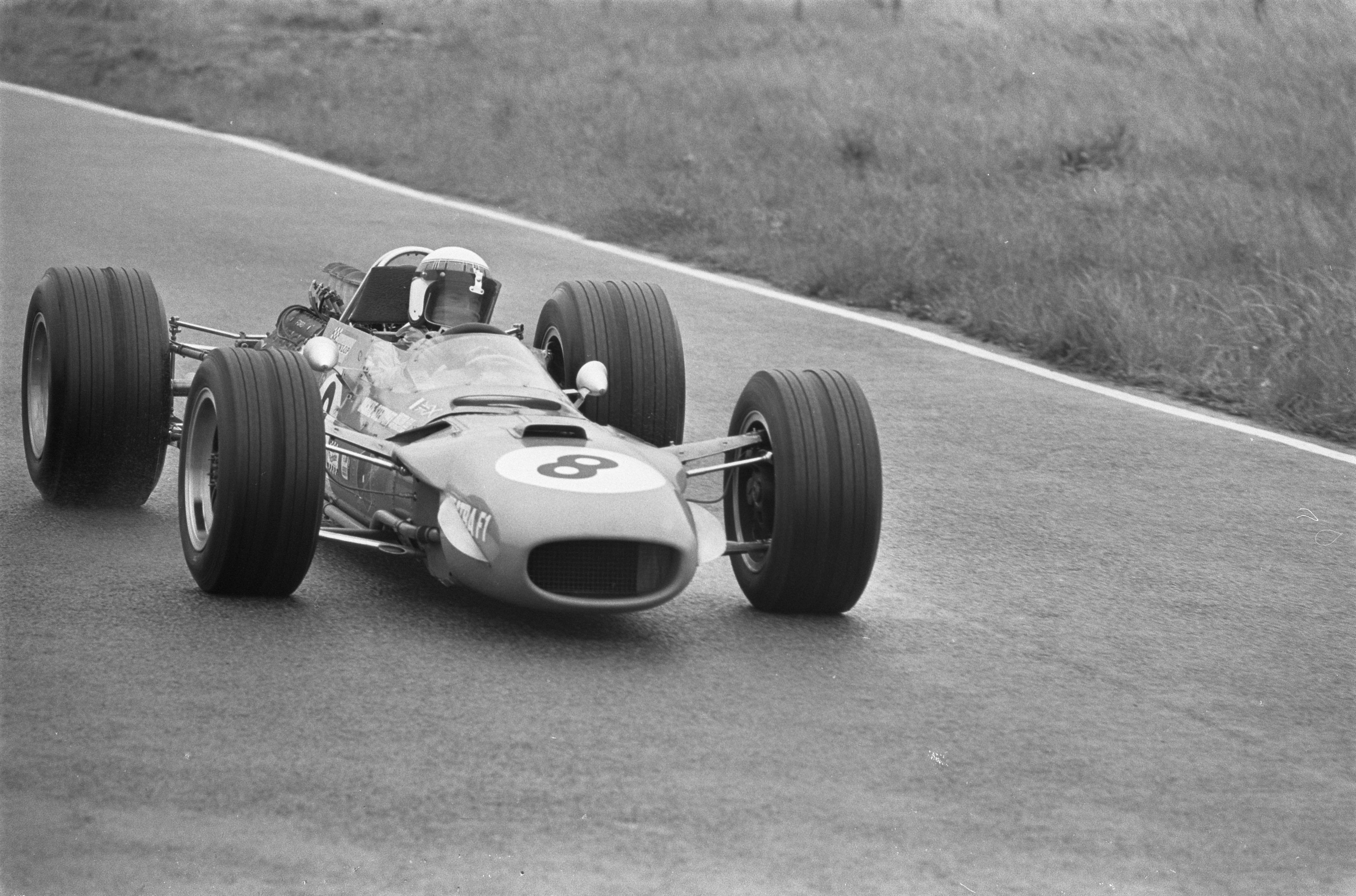
La Matra MS10 de Jackie Stewart (vue ici à Zandvoort). Le pilote écossais a réalisé le meilleur temps lors des essais du vendredi, obtenant une place en première ligne de la grille de départ.

Le temps est couvert le vendredi après-midi, mais le déroulement de la deuxième séance va s'effectuer sur une piste parfaitement sèche. Gêné, tout comme Brabham, par de gros problèmes d'alimentation en carburant, Rindt sera loin d'égaler sa performance de la veille, que personne ne sera en mesure de contester : Jackie Stewart, le plus rapide de la journée au volant de sa Matra, échoue à plus d'une seconde du meilleur temps réalisé le jeudi par l'Autrichien. La plupart des équipes ont réussi à adapter leurs monoplaces aux spécificités du circuit et beaucoup de pilotes améliorent leurs chronos mais Amon, gêné par des problèmes de carburation, ne peut défendre ses chances et perd sa place en première ligne, contrairement à son coéquipier Ickx, qui s'élancera au côté de Rindt et de Stewart. Auteur du deuxième chrono de la journée, Hulme s'élancera à la corde de la deuxième ligne. La séance de Graham Hill a été perturbée par des problèmes d'allumage et de boîte de vitesses, qui l'ont empêché de peaufiner la mise au point de sa Lotus. Son coéquipier Jackie Oliver a quant à lui effectué une spectaculaire sortie de route peu avant les stands, ayant mis une roue dans l'herbe et perdu le contrôle de sa monoplace en tentant de dépasser la BRM de Richard Attwood. Il est indemne mais le train arrière de sa voiture a été arraché et il ne pourra prendre part à la course.
| Pos. | Pilote               | Écurie        | Temps        | Écart   |
| ---- | -------------------- | ------------- | ------------ | ------- |
| 1    | Jackie Stewart       | Matra-Ford    | 1 min 57 s 3 |         |
| 2    | Denny Hulme          | McLaren-Ford  | 1 min 57 s 7 | + 0 s 4 |
| 3    | Bruce McLaren        | McLaren-Ford  | 1 min 58 s 0 | + 0 s 7 |
| 4    | Chris Amon           | Ferrari       | 1 min 58 s 5 | + 1 s 2 |
| 5    | Jean-Pierre Beltoise | Matra         | 1 min 58 s 9 | + 1 s 6 |
| 6    | Graham Hill          | Lotus-Ford    | 1 min 59 s 1 | + 1 s 8 |
| 7    | Jacky Ickx           | Ferrari       | 1 min 59 s 4 | + 2 s 1 |
| 8    | John Surtees         | Honda         | 1 min 59 s 7 | + 2 s 4 |
| 9    | Pedro Rodríguez      | BRM           | 1 min 59 s 8 | + 2 s 5 |
| 10   | Jackie Oliver        | Lotus-Ford    | 2 min 00 s 2 | + 2 s 9 |
| 11   | Joseph Siffert       | Lotus-Ford    | 2 min 00 s 3 | + 3 s 0 |
| 12   | Jochen Rindt         | Brabham-Repco | 2 min 00 s 7 | + 3 s 4 |
| 13   | Jack Brabham         | Brabham-Repco | 2 min 00 s 8 | + 3 s 5 |
| 14   | Piers Courage        | BRM           | 2 min 01 s 1 | + 3 s 8 |
| 15   | Johnny Servoz-Gavin  | Cooper-BRM    | 2 min 01 s 2 | + 3 s 9 |
| 16   | Richard Attwood      | BRM           | 2 min 02 s 1 | + 4 s 8 |
| 17   | Jo Schlesser         | Honda         | 2 min 04 s 5 | + 7 s 2 |
| 18   | Vic Elford           | Cooper-BRM    | 2 min 05 s 5 | + 8 s 2 |

### Tableau final des qualifications
| Pos. | Pilote               | Écurie        | Temps        | Écart   | Commentaire               |
| ---- | -------------------- | ------------- | ------------ | ------- | ------------------------- |
| 1    | Jochen Rindt         | Brabham-Repco | 1 min 56 s 1 |         | temps réalisé le jeudi    |
| 2    | Jackie Stewart       | Matra-Ford    | 1 min 57 s 3 | + 1 s 2 | temps réalisé le vendredi |
| 3    | Jacky Ickx           | Ferrari       | 1 min 57 s 7 | + 1 s 6 | temps réalisé le jeudi    |
| 4    | Denny Hulme          | McLaren-Ford  | 1 min 57 s 7 | + 1 s 6 | temps réalisé le vendredi |
| 5    | Chris Amon           | Ferrari       | 1 min 57 s 8 | + 1 s 7 | temps réalisé le jeudi    |
| 6    | Bruce McLaren        | McLaren-Ford  | 1 min 58 s 0 | + 1 s 9 | temps réalisé le vendredi |
| 7    | John Surtees         | Honda         | 1 min 58 s 2 | + 2 s 1 | temps réalisé le jeudi    |
| 8    | Jean-Pierre Beltoise | Matra         | 1 min 58 s 9 | + 2 s 8 | temps réalisé le vendredi |
| 9    | Graham Hill          | Lotus-Ford    | 1 min 59 s 1 | + 3 s 0 | temps réalisé le vendredi |
| 10   | Pedro Rodríguez      | BRM           | 1 min 59 s 3 | + 3 s 2 | temps réalisé le jeudi    |
| 11   | Jackie Oliver        | Lotus-Ford    | 2 min 00 s 2 | + 4 s 1 | temps réalisé le vendredi |
| 12   | Joseph Siffert       | Lotus-Ford    | 2 min 00 s 3 | + 4 s 2 | temps réalisé le vendredi |
| 13   | Richard Attwood      | BRM           | 2 min 00 s 8 | + 4 s 7 | temps réalisé le jeudi    |
| 14   | Jack Brabham         | Brabham-Repco | 2 min 00 s 8 | + 4 s 7 | temps réalisé le vendredi |
| 15   | Piers Courage        | BRM           | 2 min 01 s 1 | + 5 s 0 | temps réalisé le vendredi |
| 16   | Johnny Servoz-Gavin  | Cooper-BRM    | 2 min 01 s 2 | + 5 s 1 | temps réalisé le jeudi    |
| 17   | Jo Schlesser         | Honda         | 2 min 04 s 5 | + 8 s 4 | temps réalisé le vendredi |
| 18   | Vic Elford           | Cooper-BRM    | 2 min 05 s 5 | + 9 s 4 | temps réalisé le vendredi |

## Grille de départ
| 1re ligne | Pos. 3                      |                                  | Pos. 2                     |                            | Pos. 1                     |
|           | Ickx Ferrari 1 min 57 s 7   |                                  | Stewart Matra 1 min 57 s 3 |                            | Rindt Brabham 1 min 56 s 1 |
| 2e ligne  |                             | Pos. 5                           |                            | Pos. 4                     |                            |
|           |                             | Amon Ferrari 1 min 57 s 8        |                            | Hulme McLaren 1 min 57 s 7 |                            |
| 3e ligne  | Pos. 8                      |                                  | Pos. 7                     |                            | Pos. 6                     |
|           | Beltoise Matra 1 min 58 s 9 |                                  | Surtees Honda 1 min 58 s 2 |                            | McLaren 1 min 58 s 0       |
| 4e ligne  |                             | Pos. 10                          |                            | Pos. 9                     |                            |
|           |                             | Rodríguez BRM 1 min 59 s 3       |                            | G. Hill Lotus 1 min 59 s 1 |                            |
| 5e ligne  | Pos. 13                     |                                  | Pos. 12                    |                            | Pos. 11                    |
|           | Brabham 2 min 00 s 8        |                                  | Attwood BRM 2 min 00 s 8   |                            | Siffert Lotus 2 min 00 s 3 |
| 6e ligne  |                             | Pos. 15                          |                            | Pos. 14                    |                            |
|           |                             | Servoz-Gavin Cooper 2 min 01 s 2 |                            | Courage BRM 2 min 01 s 1   |                            |
| 7e ligne  |                             | Pos. 16                          |                            | Pos. 17                    |                            |
|           |                             | Schlesser Honda 2 min 04 s 5     |                            | Elford Cooper 2 min 05 s 5 |                            |

- Sur la septième et dernière ligne, Jo Schlesser et Vic Elford ont inversé leurs positions sur la grille de départ.
- Auteur du onzième temps, Jackie Oliver aurait dû s'élancer depuis la cinquième ligne mais a déclaré forfait, sa Lotus, accidentée aux essais, étant irréparable pour la course.

## Déroulement de la course

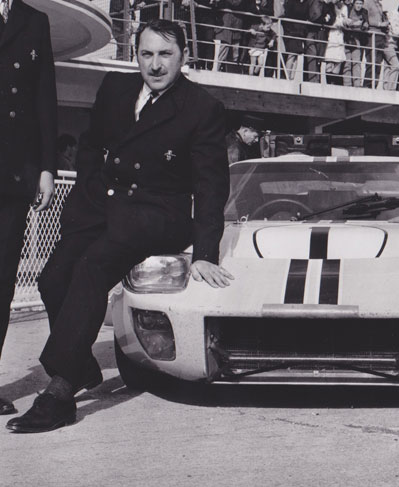
Emprisonné dans sa voiture en flammes, Jo Schlesser (vu ici lors des 12 Heures de Reims 1967), n'a pu être secouru.

Le départ est donné le dimanche à seize heures, devant quarante-cinq mille spectateurs. Quelques gouttes de pluie sont apparues lors du tour de chauffe ; Jacky Ickx et Graham Hill de faire monter des pneus «pluie» Firestone YB10 sur leurs monoplaces respectives, avec rainures resculptées à la main sur la Ferrari du jeune pilote belge tandis que ceux de la Lotus du Britannique conservent les sculptures d'origine. Les quinze autres concurrents ont conservé les pneus pour piste sèche, la météo locale ayant annoncé une accalmie. Lorsque le drapeau se baisse, c'est la Matra de Jackie Stewart qui accélère le mieux, s'emparant du commandement devant la Brabham de Jochen Rindt. Joseph Siffert s'est élancé une demi-minute après le peloton, ses mécaniciens n'ayant pas eu le temps de recharger à temps la batterie à plat de sa Lotus. La bruine s'est maintenant transformée en pluie régulière et Ickx en profite pour revenir rapidement dans le sillage des deux premiers. Il déborde facilement Rindt, puis s'empare du commandement avant le virage de la Scierie. La Ferrari déboule en tête devant les stands, comptant déjà près de deux secondes d'avance sur la Matra. Alors que la piste n'est pas encore totalement détrempée, Rindt attaque, dépasse Stewart et revient dans le sillage de la Ferrari de tête. Il ne peut cependant s'y maintenir bien longtemps, la pluie s'intensifiant, permettant à Ickx de prendre le large. La descente vers l'épingle du Nouveau Monde est très glissante et Jo Schlesser ne parvient pas à tenir sa trajectoire au niveau de la courbe des Six Frères, les roues extérieures de sa Honda mordant la bordure extérieure ; sa monoplace en perdition va heurter violemment le talus, s'enflammant instantanément et effectuant plusieurs tonneaux avant d'échouer en bord de piste. La coque étant à base de magnésium et le réservoir contenant alors deux-cents litres de carburant, l'incendie est pratiquement impossible à maîtriser, ne laissant aucune chance à son malheureux pilote. La course n'est cependant pas stoppée et les pilotes restant en course devront franchir à plusieurs reprises l'écran de fumée dans cette zone. Pneu crevé en roulant sur les débris jonchant la piste, Rindt a dû s'arrêter à son stand, perdant de nombreuses places. Ickx et Stewart avaient nettement levé le pied en arrivant sur les lieux de l'accident, ce dont ont profité John Surtees (Honda) et Pedro Rodríguez (BRM) pour déborder la Matra et revenir dans les roues de la première Ferrari. Un moment menacé par ses deux poursuivants, Ickx reprend le large quand l'averse s'intensifie, distançant Surtees et Rodríguez qui se disputent âprement la deuxième place. Stewart a perdu le contact et Hill se rapproche rapidement de lui. À la fin du dixième tour, l'homme de tête s'est forgé une avance de plus de sept secondes sur Rodríguez, Surtees venant une seconde plus loin. Stewart et Hill accusent déjà près d'une demi-minute de retard sur la Ferrari, le reste du peloton, emmené par Bruce McLaren, étant nettement distancé. Au treizième tour, Hill dépasse Stewart pour le gain de la quatrième place mais deux boucles plus tard le pilote Lotus s'immobilise, un demi-arbre ayant cassé net. Ickx compte alors cinq secondes d'avance sur Rodríguez et Surtees, toujours en pleine bagarre pour la deuxième place. Stewart est à quarante secondes du leader, tandis que la cinquième place est maintenant détenue par la BRM de Piers Courage, qui a doublé McLaren. Handicapé depuis le début de course par une carburation problématique, Jack Brabham reste très longtemps immobilisé à son stand et en repartira bon dernier. Grâce à une petite accalmie, l'état de la piste s'améliore et la moyenne augmente ; dans ses conditions, Ickx se fait progressivement rattraper par le duo Rodríguez/Surtees. Le jeune espoir belge ne compte plus qu'une seconde d'avance lorsqu'il commet une petite erreur et perd le contrôle de sa Ferrari. Le temps de revenir sur la piste et ses deux adversaires sont passés, le Mexicain bouclant le dix-neuvième tour en tête avec quelques longueurs d'avance sur la Honda. Ickx n'est cependant pas loin et, à la faveur d'une très violente averse noyant rapidement la piste, reprend aussitôt l'avantage et va se construire une avance décisive. Beaucoup de pilotes, dont Stewart, ne tardent pas à s'arrêter pour chausser également des pneus «pluie». Rodríguez et Surtees, qui ne se sont pas arrêtés et roulent toujours de concert, perdent quant à eux beaucoup de terrain ; au vingt-cinquième tour, alors qu'ils viennent d'échanger leurs positions, leur retard dépasse les quarante secondes. Quatrième depuis l'arrêt de Stewart, Courage compte plus d'un tour de retard et se fait remonter rapidement par le pilote écossais, désormais parmi les plus rapides en piste. Ickx survole littéralement l'épreuve : à la mi-course, son avance sur Rodríguez et Surtees dépasse la minute. Beaucoup plus loin, Stewart a repris la quatrième place à Courage, avant que ce dernier ne change à son tour ses pneus. C'est désormais Vic Elford, auteur d'une première sortie très probante au volant de la Cooper, qui occupe le cinquième rang, devançant nettement McLaren, Rindt et Denny Hulme (sur la deuxième McLaren) qui accusent deux tours de retard.
Tandis que Ickx continue à distancer ses poursuivants, Surtees effectue un très bref arrêt au stand pour remplacer ses lunettes cassées et il repart avec presque un tour de retard sur le leader ; Ródriguez, qui se retrouve seul en deuxième position, compte alors près d'une minute et demie de retard sur la Ferrari. Aux deux tiers de la course, Ickx a encore accentué l'écart, près de deux minutes séparant les deux premiers tandis que Surtees, troisième, est sur le point d'être doublé par le jeune pilote belge ! Stewart et Elford sont toujours respectivement quatrième et cinquième, avec une bonne marge d'avance sur Hulme et Rindt. La pluie a faibli et la trajectoire s'assèche progressivement. Surtees en profite pour se dédoubler sur Ickx. Ródriguez a soudainement ralenti à cause d'une crevaison. Il s'arrête peu après à son stand pour monter quatre pneus neufs et faire vérifier sa boîte de vitesses, dont le maniement devient difficile ; il repart en quatrième position, ayant perdu deux laces au profit de Surtees et Stewart. Il n'accomplira que deux tours avant de stopper à nouveau, boite bloquée en seconde ! Il a dès lors perdu toute chance de bien figurer et, après un troisième arrêt qui ne réglera pas le problème, achèvera sa course à vitesse réduite, très attardé. L'amélioration des conditions de piste ne favorise pas Ickx, mais celui-ci a une avance telle qu'il peut facilement gérer la dernière partie de l'épreuve. C'est avec près de deux minutes d'avance sur Surtees qu'il franchira la ligne d'arrivée, remportant brillamment son premier Grand Prix de championnat du monde. Seul Surtees termine dans le même tour que le vainqueur, loin devant Stewart, Elford, Hulme et Courage. En hommage à Schlesser, Ickx ira déposer sa gerbe de fleurs à l'endroit de l'accident.

### Classements intermédiaires
Classements intermédiaires des monoplaces aux premier, deuxième, troisième, cinquième, huitième, dixième, quinzième, vingtième, vingt-cinquième, trentième, quarantième et cinquantième tours,.

### Classement de la course

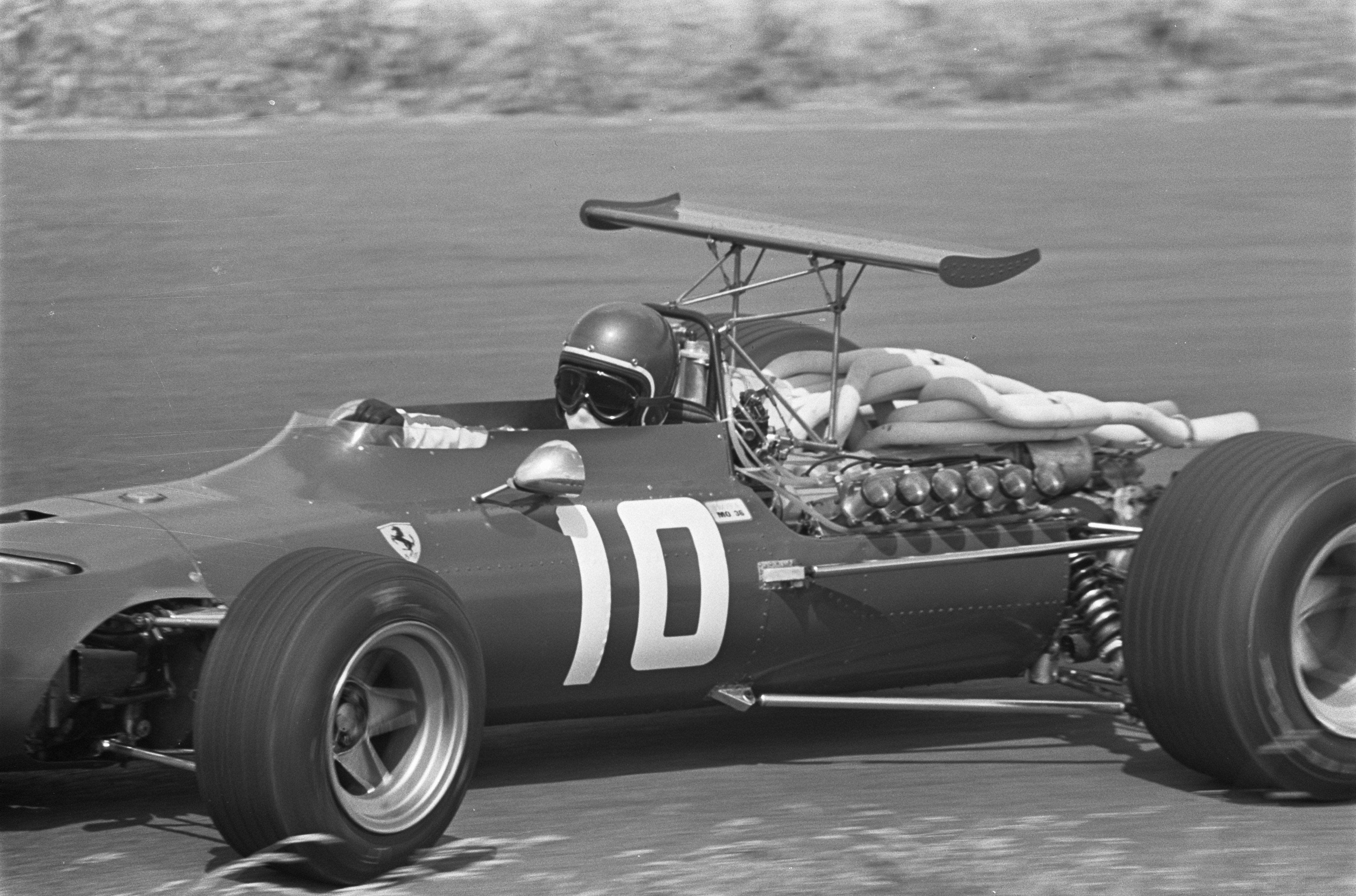
Au volant de sa Ferrari 312, Jacky Ickx (vu ici à Zandvoort deux semaines auparavant) a nettement dominé l'épreuve française.

| Pos  | N° | Pilote               | Écurie        | Tours | Temps/Abandon                      | Grille | Points |
| ---- | -- | -------------------- | ------------- | ----- | ---------------------------------- | ------ | ------ |
| 1    | 26 | Jacky Ickx           | Ferrari       | 60    | 2 h 25 min 40 s 9                  | 3      | 9      |
| 2    | 16 | John Surtees         | Honda         | 60    | 2 h 27 min 39 s 5 (+ 1 min 58 s 6) | 7      | 6      |
| 3    | 28 | Jackie Stewart       | Matra-Ford    | 59    | 2 h 25 min 49 s 0 (+ 1 tour)       | 2      | 4      |
| 4    | 30 | Vic Elford           | Cooper-BRM    | 58    | 2 h 26 min 56 s 0 (+ 2 tours)      | 17     | 3      |
| 5    | 8  | Denny Hulme          | McLaren-Ford  | 58    | 2 h 27 min 02 s 2 (+ 2 tours)      | 4      | 2      |
| 6    | 36 | Piers Courage        | BRM           | 57    | 2 h 26 min 38 s 5 (+ 3 tours)      | 14     | 1      |
| 7    | 22 | Richard Attwood      | BRM           | 57    | 2 h 27 min 37 s 4 (+ 3 tours)      | 12     |        |
| 8    | 10 | Bruce McLaren        | McLaren-Ford  | 56    | 2 h 26 min 23 s 0 (+ 4 tours)      | 6      |        |
| 9    | 6  | Jean-Pierre Beltoise | Matra         | 56    | 2 h 27 min 42 s 7 (+ 4 tours)      | 8      |        |
| 10   | 24 | Chris Amon           | Ferrari       | 55    | 2 h 26 min 52 s 9 (+ 5 tours)      | 5      |        |
| 11   | 34 | Jo Siffert           | Lotus-Ford    | 54    | 2 h 26 min 01 s 3 (+ 6 tours)      | 11     |        |
| Nc   | 20 | Pedro Rodríguez      | BRM           | 53    | 2 h 25 min 59 s 1 (non classé)     | 10     |        |
| Abd. | 2  | Jochen Rindt         | Brabham-Repco | 45    | Fuite d'essence                    | 1      |        |
| Abd. | 4  | Jack Brabham         | Brabham-Repco | 15    | Pompe à essence                    | 13     |        |
| Abd. | 12 | Graham Hill          | Lotus-Ford    | 14    | Demi-arbre                         | 9      |        |
| Abd. | 32 | Johnny Servoz-Gavin  | Cooper-BRM    | 14    | Accident                           | 15     |        |
| Abd. | 18 | Jo Schlesser         | Honda         | 2     | Accident mortel                    | 16     |        |
| Np.  | 14 | Jackie Oliver        | Lotus-Ford    |       | Accident aux essais                |        |        |

Légende :
- Abd. = Abandon
- Np. = Non partant

### Pole position et record du tour
- Pole position :  Jochen Rindt (Brabham) en 1 min 56 s 1 (vitesse moyenne : 202,853 km/h). Temps réalisé lors de la séance d'essais du jeudi 4 juillet[17].
- Meilleur tour en course :  Pedro Rodríguez (BRM) en 2 min 11 s 5 (vitesse moyenne : 179,097 km/h) au dix-neuvième tour.

#### Évolution du meilleur tour en course
Le meilleur tour fut amélioré treize fois au cours de l'épreuve.

### Tours en tête
- Jacky Ickx : 59 tours (1-18 / 20-60)
- Pedro Rodríguez : 1 tour (19)

## Classement général à l'issue de la course
- Attribution des points : 9, 6, 4, 3, 2, 1 respectivement aux six premiers de chaque épreuve.
- Pour la coupe des constructeurs, même barème et seule la voiture la mieux classée de chaque équipe inscrit des points.
- Le championnat est divisé en deux demi-saisons, seuls les cinq meilleurs résultats (sur six épreuves) étant retenus pour chaque partie[17].

| Pos. | Pilote               | Écurie  | Points | AFS | ESP | MON | BEL | NL | FRA | 1re ½ saison | GBR | ALL | ITA | CAN | USA | MEX | 2e ½ saison |
| ---- | -------------------- | ------- | ------ | --- | --- | --- | --- | -- | --- | ------------ | --- | --- | --- | --- | --- | --- | ----------- |
| 1    | Graham Hill          | Lotus   | 24     | 6   | 9   | 9   | -   | -  | -   | 24           |     |     |     |     |     |     |             |
| 2    | Jackie Stewart       | Matra   | 16     | -   | -   | -   | 3   | 9  | 4   | 16           |     |     |     |     |     |     |             |
|      | Jacky Ickx           | Ferrari | 16     | -   | -   | -   | 4   | 3  | 9   | 16           |     |     |     |     |     |     |             |
| 4    | Denny Hulme          | McLaren | 12     | 2   | 6   | 2   | -   | -  | 2   | 12           |     |     |     |     |     |     |             |
| 5    | Pedro Rodríguez      | BRM     | 10     | -   | -   | -   | 6   | 4  | -   | 10           |     |     |     |     |     |     |             |
| 6    | Jim Clark            | Lotus   | 9      | 9   | -   | -   | -   | -  | -   | 9            |     |     |     |     |     |     |             |
|      | Bruce McLaren        | McLaren | 9      | -   | -   | -   | 9   | -  | -   | 9            |     |     |     |     |     |     |             |
|      | Jean-Pierre Beltoise | Matra   | 9      | 1   | 2   | -   | -   | 6  | -   | 9            |     |     |     |     |     |     |             |
| 9    | Richard Attwood      | BRM     | 6      | -   | -   | 6   | -   | -  | -   | 6            |     |     |     |     |     |     |             |
|      | John Surtees         | Honda   | 6      | -   | -   | -   | -   | -  | 6   | 6            |     |     |     |     |     |     |             |
|      | Ludovico Scarfiotti  | Cooper  | 6      | -   | 3   | 3   | -   | -  | -   | 6            |     |     |     |     |     |     |             |
| 12   | Lucien Bianchi       | Cooper  | 5      | -   | -   | 4   | 1   | -  | -   | 5            |     |     |     |     |     |     |             |
| 13   | Jochen Rindt         | Brabham | 4      | 4   | -   | -   | -   | -  | -   | 4            |     |     |     |     |     |     |             |
|      | Brian Redman         | Cooper  | 4      | -   | 4   | -   | -   | -  | -   | 4            |     |     |     |     |     |     |             |
|      | Chris Amon           | Ferrari | 4      | 3   | -   | -   | -   | 1  | -   | 4            |     |     |     |     |     |     |             |
| 16   | Vic Elford           | Cooper  | 3      | -   | -   | -   | -   | -  | 3   | 3            |     |     |     |     |     |     |             |
| 17   | Jackie Oliver        | Lotus   | 2      | -   | -   | -   | 2   | -  | -   | 2            |     |     |     |     |     |     |             |
|      | Silvio Moser         | Brabham | 2      | -   | -   | -   | -   | 2  | -   | 2            |     |     |     |     |     |     |             |
| 19   | Piers Courage        | BRM     | 1      | -   | -   | -   | -   | -  | 1   | 1            |     |     |     |     |     |     |             |

| Pos. | Écurie        | Points | AFS | ESP | MON | BEL | NL | FRA | 1re ½ saison | GBR | ALL | ITA | CAN | USA | MEX | 2e ½ saison |
| ---- | ------------- | ------ | --- | --- | --- | --- | -- | --- | ------------ | --- | --- | --- | --- | --- | --- | ----------- |
| 1    | Lotus-Ford    | 29     | 9   | 9   | 9   | 2   | -  | -   | 29           |     |     |     |     |     |     |             |
| 2    | McLaren-Ford  | 19     | -   | 6   | 2   | 9   | -  | 2   | 19           |     |     |     |     |     |     |             |
|      | Ferrari       | 19     | 3   | -   | -   | 4   | 3  | 9   | 19           |     |     |     |     |     |     |             |
|      | Matra-Ford    | 19     | 1   | 2   | -   | 3   | 9  | 4   | 19           |     |     |     |     |     |     |             |
| 5    | BRM           | 17     | -   | -   | 6   | 6   | 4  | 1   | 17           |     |     |     |     |     |     |             |
| 6    | Cooper-BRM    | 12     | -   | 4   | 4   | 1   | -  | 3   | 12           |     |     |     |     |     |     |             |
| 7    | Matra         | 6      | -   | -   | -   | -   | 6  | -   | 6            |     |     |     |     |     |     |             |
|      | Honda         | 6      | -   | -   | -   | -   | -  | 6   | 6            |     |     |     |     |     |     |             |
|      | Brabham-Repco | 6      | 4   | -   | -   | -   | 2  | -   | 6            |     |     |     |     |     |     |             |
| 10   | McLaren-BRM   | 2      | 2   | -   | -   | -   | -  | -   | 2            |     |     |     |     |     |     |             |

## À noter
- 1re victoire en championnat du monde pour Jacky Ickx.
- 42e victoire en championnat du monde pour Ferrari en tant que constructeur.
- 42e victoire en championnat du monde pour Ferrari en tant que motoriste.
- 1re pole position en championnat du monde pour Jochen Rindt.
- 1er meilleur tour en course en championnat du monde pour Pedro Rodriguez.
- 10e podium en championnat du monde pour Jackie Stewart.
- 1re victoire d'un pilote belge en championnat du monde de Formule 1.
- Jo Schlesser trouve la mort au troisième tour de course au volant de la nouvelle Honda RA302. Jo pilotait cette nouvelle voiture que John Surtees avait refusé de conduire, évoquant un manque de mise au point[10] et préférant l'ancien châssis RA301.
- À la suite de la prise de contrôle de l'organisation du Grand Prix par la Fédération française du sport automobile (FFSA), l'épreuve a pris le nom de Grand Prix de France, succédant au Grand Prix de l'Automobile Club de France (ACF).